# Pleito insular
Se denomina Pleito insular o Insularismo al enfrentamiento que han protagonizado a lo largo de los últimos siglos la burguesía de las islas de Tenerife y Gran Canaria por la hegemonía económica, política, institucional e incluso religiosa dentro del archipiélago canario (España). 

## Historia

Mapa de la Provincia de Santa Cruz de Tenerife, integrada por las islas de Tenerife, La Gomera, La Palma y El Hierro.

Mapa de la Provincia de Las Palmas, integrada por las islas de Gran Canaria, Fuerteventura y Lanzarote.

Dicha disputa se inició en el siglo XIX, al crearse la provincia de Canarias dentro de las reformas liberales y la organización territorial del estado en provincias, pues Canarias quedó como una provincia única con capital en Santa Cruz de Tenerife.
Esta decisión no agradó a la sociedad de la isla de Gran Canaria, a pesar de que hasta ese momento, la ciudad que ejercía desde hacía tres siglos como capital de facto del Archipiélago Canario era la ciudad de San Cristóbal de La Laguna situada en la propia isla de Tenerife.
Con la Ley de Cabildos de 1912 se intentó poner fin a las disputas entre las islas, ya que la administración de cada una de ellas quedaba en manos de sus respectivos cabildos. Sin embargo, el enfrentamiento continuó, pues esto no agradó a los que pedían la división provincial, especialmente desde Gran Canaria, y a los que abogaban por la autonomía regional, mayoritariamente desde Tenerife.
Por consiguiente, en 1927 Canarias fue dividida en dos provincias:
- La provincia de Santa Cruz de Tenerife, que engloba a las cuatro islas occidentales (Tenerife, La Palma, La Gomera y El Hierro), que toma su nombre de su capital, Santa Cruz de Tenerife.

- La provincia de Las Palmas, que agrupa las islas orientales (Gran Canaria, Fuerteventura y Lanzarote, y las islas menores del archipiélago Chinijo y el islote de Lobos). La provincia recibió el nombre de su capital, pero al cambiar años más tarde el nombre de la ciudad por el actual de Las Palmas de Gran Canaria, se perdió la homonimia entre provincia y capital.

Casualmente es la única provincia del proyecto de división territorial original de 1833 que se ha dividido tras su creación.
A pesar de esto, el pleito continúa en la actualidad y de hecho, es habitualmente fomentado por los medios de comunicación y partidos políticos de ambas islas, aunque también está presente en la actualidad en parte de la sociedad canaria. 
Algunos de los enfrentamientos históricos han sido por la capitalidad de la comunidad autónoma, la escisión de la Universidad de La Laguna con la creación de la Universidad de Las Palmas de Gran Canaria (la cual llevó incluso a la convocatoria y realización en Tenerife de manifestaciones en contra de la división universitaria), sobre la Patrona de Canarias, la denominación de la Diócesis de Canarias y el deporte.
El pleito insular, además de ser objeto de chanzas cuando se encuentran personas de distintas islas, también sale a la luz en los enfrentamientos entre los equipos de fútbol representativos (Unión Deportiva Las Palmas y Club Deportivo Tenerife), así como en las fiestas del Carnaval, donde el pleito insular es una de las estrellas en las canciones de las murgas de ambas provincias.

## El "pleito" en el ámbito religioso
Se considera que la división de Canarias en dos obispados también fue un elemento detonante que desembocó en el Pleito insular.

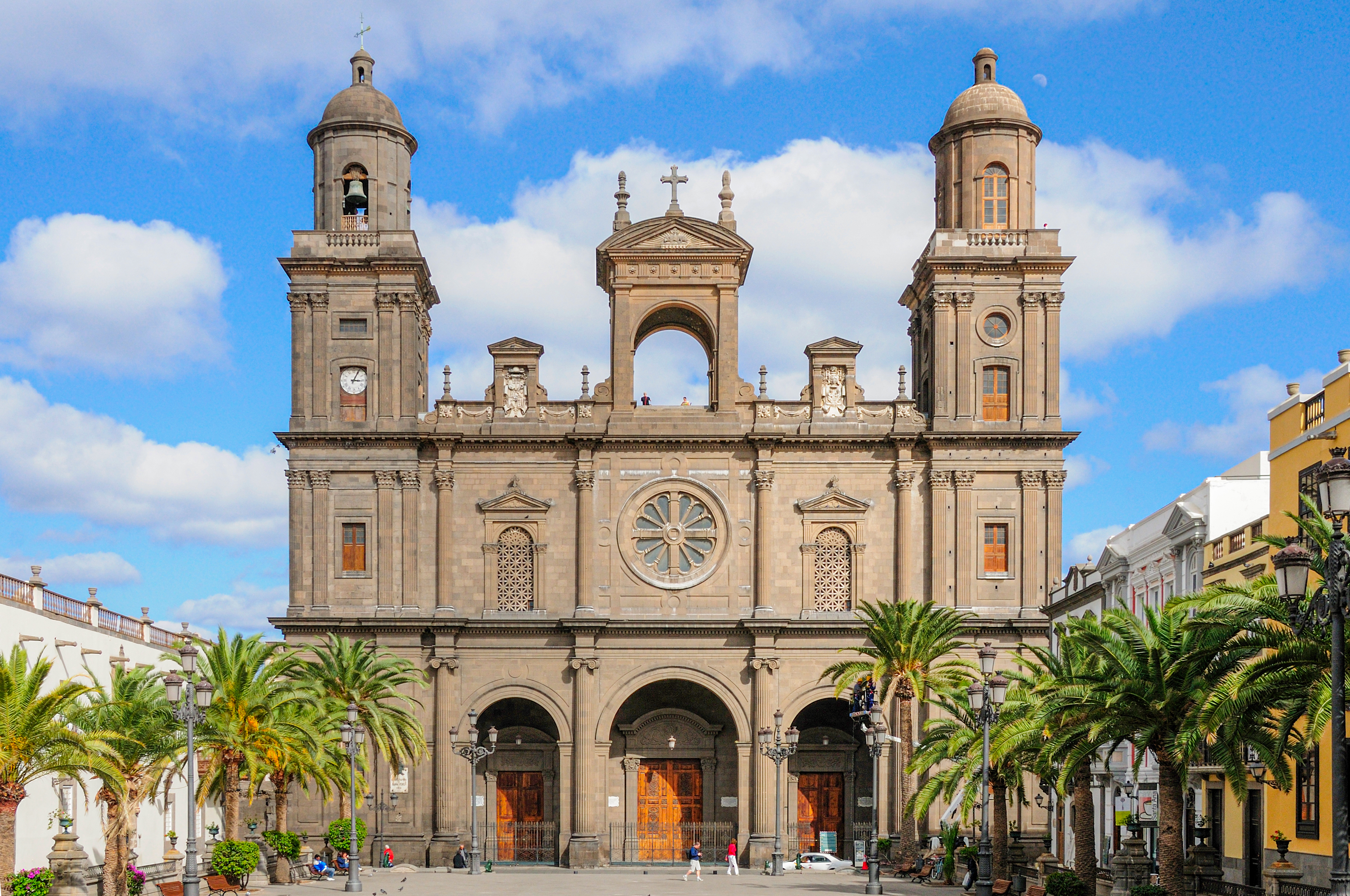
Catedral de Santa Ana en Las Palmas de Gran Canaria, sede de la Diócesis Canariense que engloba a las islas de la provincia de Las Palmas.

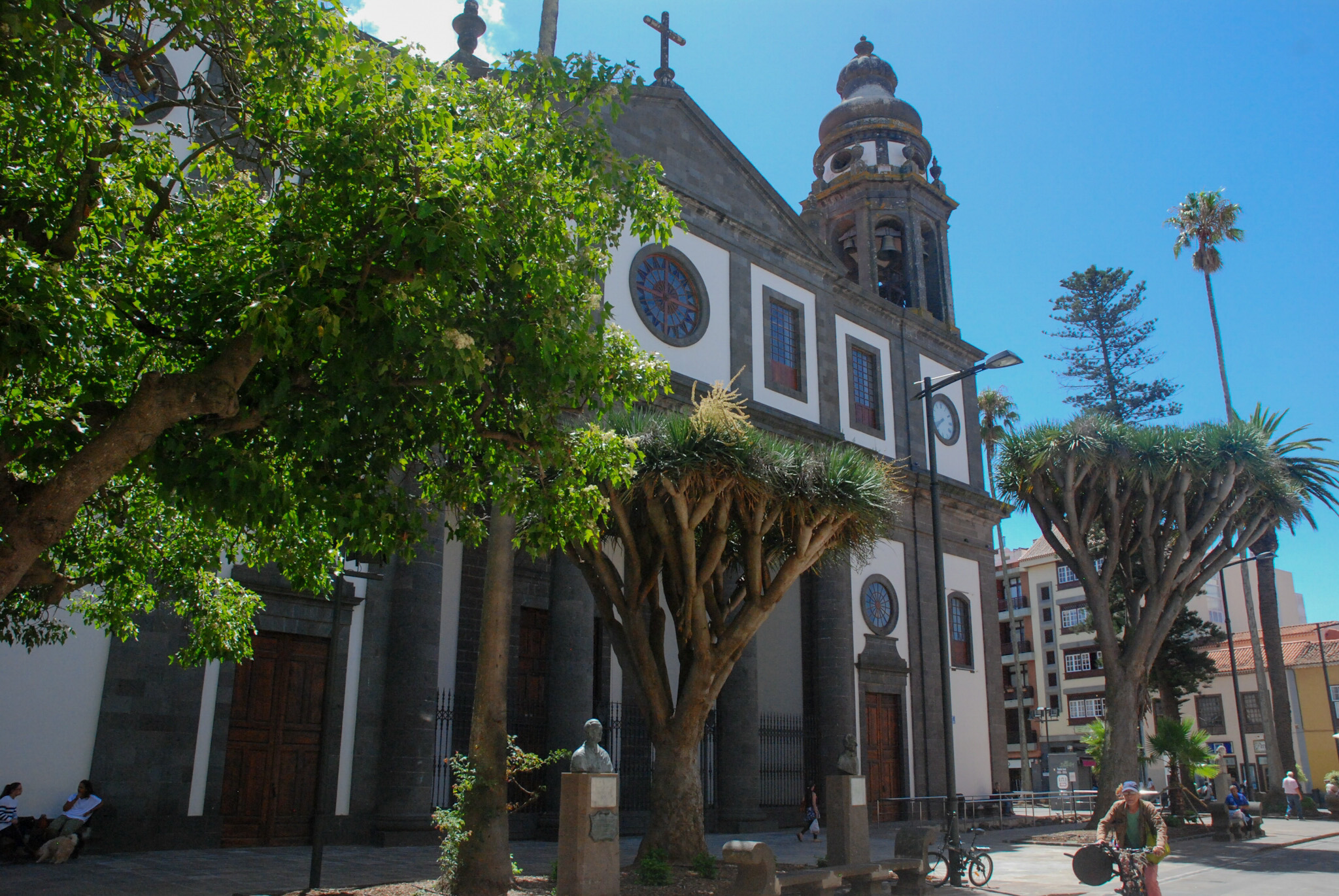
Catedral de San Cristóbal de La Laguna, sede de la Diócesis Nivariense que engloba a las islas de la provincia de Santa Cruz de Tenerife.

En 1406 el antipapa Benedicto XIII crea la Diócesis de San Marcial del Rubicón (también llamada Diócesis Rubicense) en el sur de la isla de Lanzarote (por ser ésta la primera isla en ser conquistada). Posteriormente, la sede de dicho obispado sería trasladada a Las Palmas de Gran Canaria en 1483, tras la conquista de Gran Canaria. Esto se debió a que la isla de Lanzarote era constantemente saqueada por ataques piráticos debido a estar poco poblada, y también por los pocos recursos que tenía.
Desde Gran Canaria se culminaría la conquista total del archipiélago, empresa siempre acompañada de la evangelización. El nombre de la diócesis fue modificado, pasando a llamarse Diócesis Canariense-Rubicense, conocida posteriormente como Diócesis de Canarias. Sin embargo, tras su conquista, Tenerife se convirtió rápidamente en la isla más poblada del Archipiélago y la recién fundada Villa de San Cristóbal de La Laguna en el núcleo urbano más importante de Canarias en esta época desde el punto de vista político. Alonso Fernández de Lugo, conquistador de La Palma y Tenerife y fundador de La Laguna, había recibido de los Reyes de España el título de «Primer Adelantado de las Islas Canarias». 
Fernández de Lugo deseaba que la sede diocesana de Canarias fuera de nuevo trasladada (como recientemente lo había sido desde Lanzarote a Gran Canaria) pero esta vez de Las Palmas de Gran Canaria a San Cristóbal de La Laguna. Sin embargo la idea no prosperó. Posteriormente se intentó compartir la sede diocesana de Canarias entre Las Palmas y La Laguna, pero tampoco prosperó dicha idea, siempre por la oposición del clero grancanario. Posteriormente todos los esfuerzos iríán orientados a constituir una diócesis independiente para las islas occidentales de Canarias, con la oposición constante del Cabildo de la Catedral de Canarias, que tenía su sede en Las Palmas de Gran Canaria.
Finalmente la Iglesia católica, dentro de su organización territorial en diócesis, dividió Canarias en dos obispados diferentes, antes incluso de la creación de la Provincia de Canarias. En 1819 el papa Pío VII crea la Diócesis de San Cristóbal de La Laguna (también llamada Diócesis Nivariense o Diócesis de Tenerife) con jurisdicción sobre la mitad occidental de Canarias (las islas de: Tenerife, La Palma, La Gomera y El Hierro), dividiendo en dos la que hasta ese momento era única Diócesis de Canarias, o Diócesis Canariensis (que rige hoy la mitad oriental del archipiélago, las islas de: Gran Canaria, Fuerteventura y Lanzarote). 
En la creación de la Diócesis de San Cristóbal de La Laguna tuvo un papel importante el presbítero lagunero Cristóbal Bencomo y Rodríguez, confesor del rey Fernando VII de España y Arzobispo titular de Heraclea. Por otro lado la Santa Sede designó patrona de Canarias a la Virgen de Candelaria, título que nunca ha sido revocado. Aún con eso, en el ámbito popular continúa la polémica por el patronazgo entre las advocaciones marianas de la Virgen de Candelaria/Virgen del Pino. Igualmente también existe polémica en el ámbito religioso por la denominación "Diócesis de Canarias", pues esta diócesis ya no incluye a todo el archipiélago.

## Equilibrio institucional
Actualmente la capitalidad de la comunidad es compartida entre Santa Cruz de Tenerife y Las Palmas de Gran Canaria. La sede del Presidente del Gobierno autónomo alterna entre ambas por periodos legislativos. El Parlamento de Canarias está en Santa Cruz de Tenerife, mientras que la sede de la Delegación del Gobierno se ubica en Las Palmas de Gran Canaria. Asimismo, hay un equilibrio entre las dos capitales en cuanto a consejerías e instituciones públicas.
El sistema electoral canario determina que, sin atender a su población, Tenerife y Gran Canaria elijan el mismo número de diputados en el Parlamento de Canarias, 15. También existe paridad entre provincias y entre islas mayores y menores. Esto se conoce como "triple paridad".